# DonPachi
DonPachi (首領蜂) est un jeu vidéo développé par Cave. Il s’agit d’un shoot 'em up à défilement vertical de type manic shooter. Il est publié en 1995 sur borne d'arcade, puis porté sur Saturn et PlayStation en 1996. C'est le tout premier jeu de la société Cave. Il connaît une suite en 1996, DoDonPachi.

## Scénario
Le joueur incarne un pilote dont la mission est de survivre à un exercice grandeur nature d'une durée de huit ans. Les pilotes participant à cette épreuve ont pour but de prouver leur valeur afin de se montrer digne d'entrer dans le futur escadron d'élite DonPachi. L'exercice est toutefois rendu difficile aussi bien physiquement que psychologiquement car les ennemis du pilote sont ses propres camarades, se sacrifiant pour permettre aux pilotes les plus doués de survivre et réussir l'épreuve.

## Système de jeu

### Vaisseaux
Le joueur peut choisir entre trois vaisseaux en début de partie ou à chaque continue :
- Type A : un chasseur rouge (orange pour le joueur 2), disposant d'un tir serré vers l'avant.
- Type B : un hélicoptère vert (violet pour le joueur 2), disposant d'un tir vers l'avant et de deux canons latéraux pouvant pivoter jusqu'à 90° quand le vaisseau se déplace horizontalement.
- Type C : un chasseur bleu (noir pour le joueur 2), tirant trois larges faisceaux en avant et vers les diagonale.

### Armement
- Canons (bouton de tir principal) : la disposition des canons dépend de chaque vaisseau :
  - Les canons du chasseur rouge tournent autour de celui-ci, additionnant leur puissance de feu à son canon principal.
  - Les canons de l'hélicoptère vert sont positionnés à droite et à gauche de celui-ci, et pivotent lorsque l'hélicoptère se déplace horizontalement.
  - Les canons du chasseur bleu sont positionnés à l'arrière et vers l'extérieur, produisant un tir diagonal en plus du tir principal.
- Laser (laisser appuyé le bouton de tir secondaire) : les canons se combinent à l'avant du vaisseau et émettent un large faisceau vertical plus puissant que le tir principal. Durant le tir du laser, le vaisseau est entouré d'un bouclier qui provoque les mêmes dommages que le laser. Ce mode de tir a pour désavantage de ralentir le vaisseau.
- Bombe (bouton bombe) : provoque une énorme explosion détruisant tous les ennemis à l'écran et faisant disparaître les tirs ennemis durant la durée de l'explosion.
- Bombe laser (bouton bombe pendant un tir laser) : Provoque plus de dommages que la bombe normale, mais avec un angle d'attaque plus réduit.

### Items
Il existe trois types de Power-ups, identifiés par des lettres :
- P : Augmente la puissance et la largeur du tir principal. Deux bonus P sont nécessaires pour passer au niveau supérieur. Lorsque le joueur récolte le premier bonus P, la teinte de son tir s'assombrit.
- B : Ajoute une bombe à l'arsenal du vaisseau.
- MP : Apparaissent quand le joueur perd toutes ses vies (ces bonus n'apparaissent donc qu'à chaque continue). Ils permettent d'amener l'armement du vaisseau à sa puissance maximum.

## Équipe de développement
- Producteur : Ken'ichi Takano
- Programmeurs : Tsuneki Ikeda, Toshiaki Tomizawa, Hiroyuki Uchida, Ryuichi Yabuki
- Graphismes : Atunori Aburatani, K.Asaba, J.Fujisau, Riichirou Nitta, Naoki Ogiwara
- Effets sonores : Ryuichi Yabuki
- Remerciements : N. Kaneko, S.Kohyama